# Districte de Château-Thierry
El districte de Château-Thierry (en francés arrondissement de Château-Thierry) és un dels 5 districtes amb què es divideix el departament francès de l'Aisne, a la regió dels Alts de França. Té 123 municipis. El cap del districte és la sotsprefectura de Château-Thierry.

## Història
| Data d'elecció                           | Identitat              | Partit |
| ---------------------------------------- | ---------------------- | ------ |
| -2006                                    | Robert Djellal         |        |
| 2006-2008                                | Jean-François Colombet |        |
| 2009-2012                                | Régis Elbez            |        |
| 2012-                                    | Virginie Lasserre      |        |
| les dades anteriors no són pas conegudes |                        |        |
|                                          |                        |        |

## Demografia
| A partir de 1990 : Població sense dobles comptes |